# Aprophata semperi
Aprophata semperi är en skalbaggsart som först beskrevs av John Obadiah Westwood 1863.  Aprophata semperi ingår i släktet Aprophata och familjen långhorningar.
Artens utbredningsområde är Filippinerna. Inga underarter finns listade i Catalogue of Life.